# Келлер, Рето
Ре́то Ке́ллер (нем. Reto Keller; род. 4 июня 1994, Мюнзинген, Берн) — швейцарский кёрлингист.

## Достижения
- Чемпионат мира по кёрлингу среди юниоров: золото (2014), серебро (2015).
- Чемпионат Швейцарии по кёрлингу среди мужчин: золото (2015, 2018).
- Чемпионат Швейцарии по кёрлингу среди смешанных команд: бронза (2020).
- Чемпионат Швейцарии по кёрлингу среди юниоров: золото (2014).

## Команды
| Сезон                                          | Четвёртый    | Третий               | Второй             | Первый           | Запасной                                                                     | Турниры                      |
| ---------------------------------------------- | ------------ | -------------------- | ------------------ | ---------------- | ---------------------------------------------------------------------------- | ---------------------------- |
| 2014                                           | Рето Келлер  | Янник Шваллер        | Patrick Witschonke | Михаэль Пробст   | Mats Perret (ЧШЮ) Романо Майер (ЧМЮ) тренер: Erich Nyffenegger               | ЧШЮ 2014 · ЧМЮ 2014          |
| 2014—15                                        | Марк Пфистер | Энрико Пфистер       | Рето Келлер        | Рафаэль Мерки    | Roger Meier (ЧШМ) Michael Bösiger (ЧШМ) Свен Михель (ЧМ) тренер: Пиус Маттер | ЧШМ 2015 · ЧМ 2015 (7 место) |
| 2015                                           | Романо Майер | Янник Шваллер        | Patrick Witschonke | Михаэль Пробст   | Рето Келлер тренер: Erich Nyffenegger                                        | ЧМЮ 2015                     |
| 2015—16                                        | Рето Келлер  | Andre Neuenschwander | Рафаэль Мерки      | Andri Heimann    |                                                                              |                              |
| 2016                                           | Рето Келлер  | Даниэль Шифферли     | Рафаэль Мерки      | Доминик Мерки    |                                                                              |                              |
| 2017                                           | Рето Келлер  | Янник Шваллер        | Романо Майер       | Марсель Койфелер | Рето Гриби тренеры: Пиус Маттер, Бернхард Вертеман                           | ЧШМ 2017 (4 место)           |
| 2017—18                                        | Марк Пфистер | Энрико Пфистер       | Рафаэль Мерки      | Симон Гемпелер   | Роберт Хюрлиман Рето Келлер тренер: Роберт Хюрлиман                          | ЧШМ 2018                     |
| Кёрлинг среди смешанных команд (mixed curling) |              |                      |                    |                  |                                                                              |                              |
| 2019—20                                        | Jana Stritt  | Simon Biedermann     | Adonia Brunner     | Raymond Krenger  | Рето Келлер                                                                  | ЧШСК 2020                    |

(скипы выделены полужирным шрифтом)